# Kostel Božího Těla (Červená Řečice)
Kostel Božího Těla v Červené Rečici je kostel pod správou římskokatolické farnosti Červená Řečice. Je kulturní památkou České republiky.

## Historie

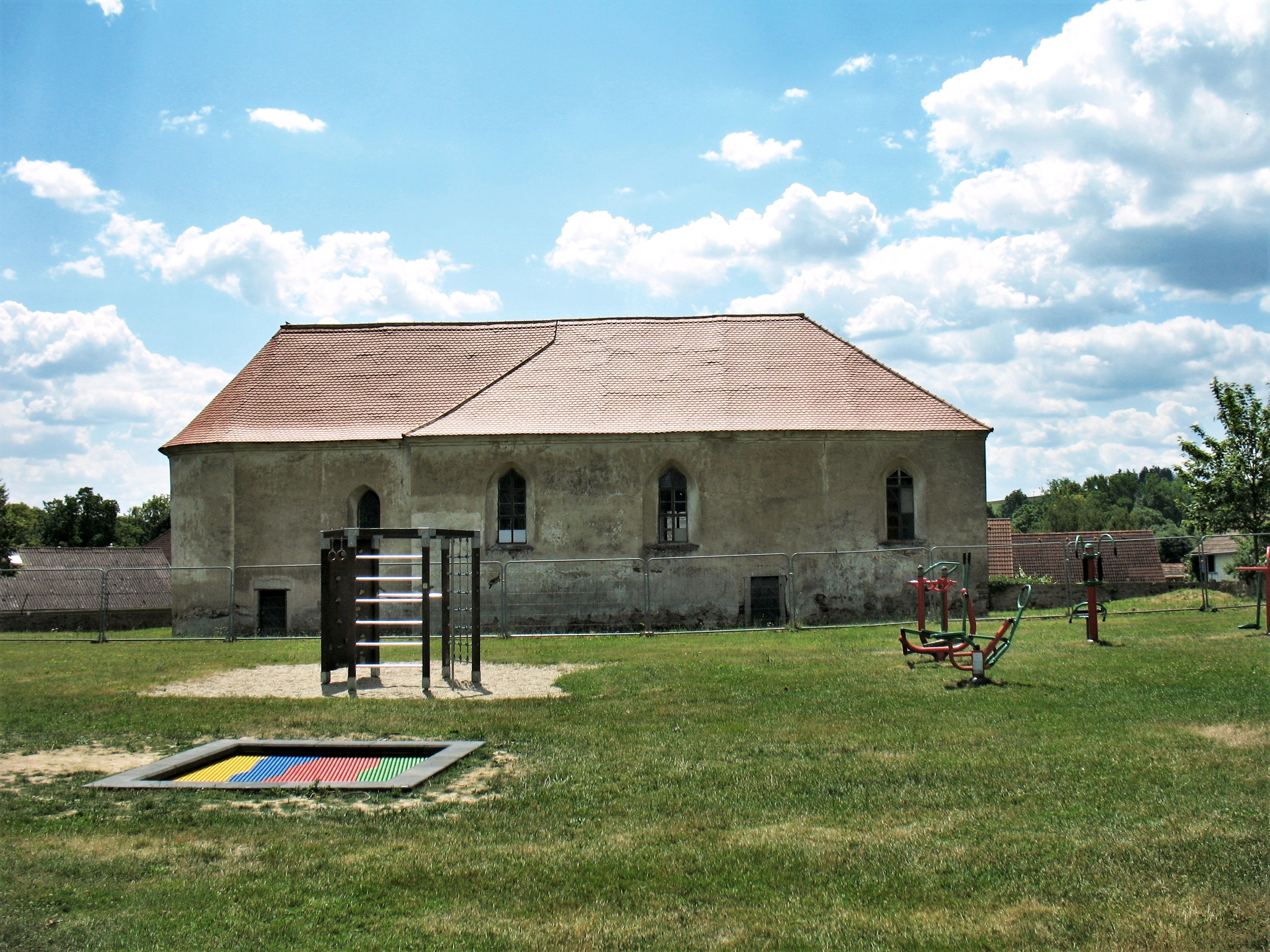
Kostel a prostor bývalého hřbitova

Kostel byl postaven ve 14. století, v 16. století byl stavebně upraven. V roce 1804 jej zachvátil požár. V roce 1822 byl po opravě opět otevřen. Sloužil jako hřbitovní kostel.

## Popis
Kostel má jednu loď. Hřeben střechy je jednotný, nemá věž, původně měl sanktusník. Klenutý (hřebínková klenba) presbytář (kněžiště) kostela je podlouhý, má protáhlou apsidu, ve které je sakristie. Gotická vysoká okna mají hrotitá ukončení. Vnitřní zařízení kostela je pseudogotické.